# Enrique Morón
Enrique Morón Morón (Cádiar, Granada, 1942) es un poeta y dramaturgo español.
Catedrático de Instituto de Lengua y Literatura españolas, se licenció en Filología Románica en la Universidad de Granada. En la actualidad, es académico de número de la Academia de Buenas Letras de Granada.
Sus primeras obras datan de 1963 y 1964 (Poemas, Romancero alpujarreño y El alma gris) pero es a partir de 1970 cuando alcanza la madurez, revelándose como una de las voces poéticas más destacadas de la actualidad.

## Obra
En un primer periodo publica:
- Romancero alpujarreño (Granada, 1963).
- El alma gris (Granada, 1964).

Entre los años 1970 y 1988, continúa su producción con los siguientes títulos: 
- Paisajes del amor y el desvelo (Barcelona, 1970).
- Odas numerales (Barcelona, 1972).
- Templo (Granada, 1977).
- Bestiario (Barcelona, 1979).
- Cantos adversos (Barcelona, 1985).
- Crónica del viento (Sevilla, 1988).
- Soledad
- Sereno manantial

Estas ocho obras, las dos últimas inéditas hasta entonces, más Romancero alpujarreño componen la recopilación:
- Poesía 1970-1988 (Granada, 1988).

Posteriormente publica:
- Despojos (Granada, 1990).
- La brisa de Noviembre (Granada, 1995).
- Veredas (Almería, 1995).
- Otoñal égloga(Granada, 1996).
- Cementerio de Narila (Órgiva, 1996).
- Senderos de Al-Ándalus (Granada, 1999).
- Del tiempo frágil (Almería, 1999).
- Inhóspita ciudad(Granada, 2002).
- Florilegium (Salobreña, 2003).
- Si canta el ruiseñor (Salobreña, 2004).
- Odas numerales(Granada, 2005).
- La senda de los eucaliptos; Las piedras del molino (Salobreña, 2007).
- Sonetos al silencio (Salobreña, 2009).

Entre su obra dramática destacan:
- La mecedora (Órgiva, 1998) y su
- Trilogía del esparto (Motril, 1999), que recoge las obras 
  - Fin de año,
  - La noche de los perros y
  - Las flores del ocaso.

Ha publicado sus memorias bajo el título:
- El bronce de los días: memorias (Granada, 2003).

## Distinciones
Desde 2005 es académico de número de la Academia de Buenas Letras de Granada.